# Museo Valenciano del Juguete
Das Museo Valenciano del Juguete (katalanisch Museu Valencià del Joguet) ist ein Spielzeugmuseum  in der Stadt Ibi, Provinz Alicante in der Autonomen Region Valencia.
Das Museum in der Nähe des Kirchplatzes befand sich bis 2009 in einem Gebäude mit zwei Etagen aus dem 18. Jahrhundert im Zentrum der Altstadt von Ibi.
Es wurde am 20. Dezember 1990 am ursprünglichen Standort eröffnet und beherbergte im Erdgeschoss und im Obergeschoss eine Sammlung von rund 4000 Blechspielzeugen der regionalen valencianischen Produktion aus dem 17.  und 18.  Jahrhundert, die von der Schwester des letzten Besitzers  Aurora Pérez Caballero Pérez gestiftet wurden.    
2009 zog das Museum in das ehemalige Fabrikgebäude des historischen Spielwarenherstellers der Gebrüder Payá um und wurde am 29. November 2013 neu eröffnet.

## Trivia
Der erste Spielzeughersteller in Ibi war der Familienbetrieb Payá, der als sogenannter Kesselflicker (spanisch: hojalatero) zuerst Haushaltsgegenstände in der gesamten Region reparierte, herstellte und vertrieb. Rafael Payá fertigte auch maßstabsgerechte für Kinder geeignete Blechspielzeuge, die im Jahr 1905 ihren Höhepunkt hatten. Unter dem Namen "Payá Hermanos" wurde der Spielzeugindustriebetrieb in Ibi in ganz Spanien bekannt. Die Schaffung des valencianischen Spielzeugmuseum im Jahr 1990 macht deutlich, welche Rolle Ibi in der Welt der Spielwarenhersteller hatte.